# Liste des matchs de l'équipe d'Islande de football par adversaire
Cette liste présente les matchs de l'équipe d'Islande de football par adversaire rencontré. Lorsqu'une rivalité footballistique particulière existe entre l'Islande et un autre pays, une page spécifique est parfois proposée.
- Haut – A
- B
- C
- D
- E
- F
- G
- H
- I
- J
- K
- L
- M
- N
- O
- P
- Q
- R
- S
- T
- U
- V
- W
- X
- Y
- Z

## A

### Afrique du Sud

#### Confrontations
Confrontations entre l'Afrique du Sud et l'Islande en matchs officiels :
|   | Date            | Lieu                   | Match                    | Score | Compétition  |
| 1 | 6 juin 1998     | Baiersbronn, Allemagne | Islande - Afrique du Sud | 1-1   | Match amical |
| 2 | 17 août 2005    | Reykjavik              | Islande - Afrique du Sud | 4-1   | Match amical |
| 3 | 13 octobre 2009 | Reykjavik              | Islande - Afrique du Sud | 1-0   | Match amical |

#### Bilan
| Rang | Équipe         | Pts | J | G | N | P | Bp | Bc | Diff |
| ---- | -------------- | --- | - | - | - | - | -- | -- | ---- |
| 1    | Islande        | 7   | 3 | 2 | 1 | 0 | 6  | 2  | +4   |
| 2    | Afrique du Sud | 1   | 3 | 0 | 1 | 2 | 2  | 6  | -4   |

### Albanie

#### Confrontations
Confrontations entre l'Albanie et l'Islande en matchs officiels :
|   | Date              | Lieu            | Match             | Score | Compétition                                                |
| 1 | 30 mai 1990       | Reykjavik       | Islande - Albanie | 2-0   | Qualification pour le Championnat d'Europe 1992 (groupe 1) |
| 2 | 26 mai 1991       | Tirana, Albanie | Albanie - Islande | 1-0   | Qualification pour le Championnat d'Europe 1992 (groupe 1) |
| 3 | 31 mars 2004      | Tirana, Albanie | Albanie - Islande | 2-1   | Match amical                                               |
| 4 | 12 octobre 2012   | Tirana, Albanie | Albanie - Islande | 1-2   | Qualification pour la Coupe du monde 2014 (groupe E)       |
| 5 | 10 septembre 2013 | Reykjavik       | Islande - Albanie | 2-1   | Qualification pour la Coupe du monde 2014 (groupe E)       |

#### Bilan
| Rang | Équipe  | Pts | J | G | N | P | Bp | Bc | Diff |
| ---- | ------- | --- | - | - | - | - | -- | -- | ---- |
| 1    | Islande | 9   | 5 | 3 | 0 | 2 | 7  | 5  | +2   |
| 2    | Albanie | 6   | 5 | 2 | 0 | 3 | 5  | 7  | -2   |

### Allemagne

#### Confrontations
Confrontations entre l'Allemagne et l'Islande en matchs officiels :
|   | Date             | Lieu                | Match                          | Score | Compétition                                                |
| 1 | 3 août 1960      | Reykjavik           | Islande - Allemagne de l'Ouest | 0-5   | Match amical                                               |
| 2 | 26 mai 1979      | Reykjavik           | Islande - Allemagne de l'Ouest | 1-3   | Match amical                                               |
| 3 | 6 septembre 2003 | Reykjavik           | Islande - Allemagne            | 0-0   | Qualification pour le Championnat d'Europe 2004 (groupe 5) |
| 4 | 11 octobre 2003  | Hambourg, Allemagne | Allemagne - Islande            | 3-0   | Qualification pour le Championnat d'Europe 2004 (groupe 5) |

#### Bilan
| Rang | Équipe    | Pts | J | G | N | P | Bp | Bc | Diff |
| ---- | --------- | --- | - | - | - | - | -- | -- | ---- |
| 1    | Allemagne | 10  | 4 | 3 | 1 | 0 | 11 | 1  | +10  |
| 2    | Islande   | 1   | 4 | 0 | 1 | 3 | 1  | 11 | -10  |

### Allemagne de l'Est

#### Confrontations
Confrontations entre l'Allemagne de l'Est et l'Islande en matchs officiels :
|    | Date              | Lieu                                | Match                        | Score | Compétition                                                |
| 1  | 17 juillet 1973   | Reykjavik                           | Islande - Allemagne de l'Est | 1-2   | Match amical                                               |
| 2  | 19 juillet 1973   | Reykjavik                           | Islande - Allemagne de l'Est | 1-2   | Match amical                                               |
| 3  | 12 octobre 1974   | Magdebourg, Allemagne de l'Est      | Allemagne de l'Est - Islande | 1-1   | Qualification pour le Championnat d'Europe 1976 (groupe 7) |
| 4  | 5 juin 1975       | Reykjavik                           | Islande - Allemagne de l'Est | 2-1   | Qualification pour le Championnat d'Europe 1976 (groupe 7) |
| 5  | 4 octobre 1978    | Halle, Allemagne de l'Est           | Allemagne de l'Est - Islande | 3-1   | Qualification pour le Championnat d'Europe 1980 (groupe 4) |
| 6  | 12 septembre 1979 | Reykjavik                           | Islande - Allemagne de l'Est | 0-3   | Qualification pour le Championnat d'Europe 1980 (groupe 4) |
| 7  | 8 septembre 1982  | Reykjavik                           | Islande - Allemagne de l'Est | 0-1   | Match amical                                               |
| 8  | 29 octobre 1986   | Karl-Marx-Stadt, Allemagne de l'Est | Allemagne de l'Est - Islande | 2-0   | Qualification pour le Championnat d'Europe 1988 (groupe 3) |
| 9  | 3 juin 1987       | Reykjavik                           | Islande - Allemagne de l'Est | 0-6   | Qualification pour le Championnat d'Europe 1988 (groupe 3) |
| 10 | 19 octobre 1988   | Berlin-Est, Allemagne de l'Est      | Allemagne de l'Est - Islande | 2-0   | Qualification pour la Coupe du monde 1990 (groupe 3)       |
| 11 | 6 septembre 1989  | Reykjavik                           | Islande - Allemagne de l'Est | 0-3   | Qualification pour la Coupe du monde 1990 (groupe 3)       |

#### Bilan
| Rang | Équipe             | Pts | J  | G | N | P | Bp | Bc | Diff |
| ---- | ------------------ | --- | -- | - | - | - | -- | -- | ---- |
| 1    | Allemagne de l'Est | 28  | 11 | 9 | 1 | 1 | 26 | 5  | +21  |
| 2    | Islande            | 4   | 11 | 1 | 1 | 9 | 5  | 26 | -21  |

### Andorre

#### Confrontations
Confrontations entre l'Andorre et l'Islande en matchs officiels :
|   | Date             | Lieu               | Match             | Score | Compétition                                                |
| 1 | 27 mars 1999     | Andorre-la-Vieille | Andorre - Islande | 0-2   | Qualification pour le Championnat d'Europe 2000 (groupe 4) |
| 2 | 4 septembre 1999 | Reykjavik          | Islande - Andorre | 3-0   | Qualification pour le Championnat d'Europe 2000 (groupe 4) |
| 3 | 21 août 2002     | Reykjavik          | Islande - Andorre | 3-0   | Match amical                                               |
| 4 | 29 mai 2012      | Reykjavik          | Islande - Andorre | 4-0   | Match amical                                               |
| 5 | 14 novembre 2012 | Andorre-la-Vieille | Andorre - Islande | 0-2   | Match amical                                               |

#### Bilan
| Rang | Équipe  | Pts | J | G | N | P | Bp | Bc | Diff |
| ---- | ------- | --- | - | - | - | - | -- | -- | ---- |
| 1    | Islande | 15  | 5 | 5 | 0 | 0 | 14 | 0  | +14  |
| 2    | Andorre | 0   | 5 | 0 | 0 | 5 | 0  | 14 | -14  |

### Angleterre

#### Confrontations
Confrontations entre l'Angleterre et l'Islande en matchs officiels :
|   | Date         | Lieu                   | Match                | Score | Compétition              |
| 1 | 2 juin 1982  | Reykjavik              | Islande - Angleterre | 1-1   | Match amical             |
| 2 | 19 mai 1989  | Reykjavik              | Islande - Angleterre | 0-2   | Match amical             |
| 3 | 5 juin 2004  | Manchester, Angleterre | Angleterre - Islande | 6-1   | Match amical             |
| 4 | 27 juin 2016 | Nice, France           | Angleterre - Islande | 1-2   | Euro 2016 (8e de finale) |

#### Bilan
| Rang | Équipe     | Pts | J | G | N | P | Bp | Bc | Diff |
| ---- | ---------- | --- | - | - | - | - | -- | -- | ---- |
| 1    | Angleterre | 7   | 4 | 2 | 1 | 1 | 10 | 4  | +6   |
| 2    | Islande    | 4   | 4 | 1 | 1 | 2 | 4  | 10 | -6   |

### Arabie saoudite

#### Confrontations
Confrontations entre l'Arabie saoudite et l'Islande en matchs officiels :
|   | Date              | Lieu                     | Match                     | Score | Compétition  |
| 1 | 25 septembre 1984 | Dhahran, Arabie saoudite | Arabie saoudite - Islande | 1-2   | Match amical |
| 2 | 20 avril 1994     | Toulon, France           | Arabie saoudite - Islande | 2-0   | Match amical |
| 3 | 7 décembre 1997   | Riyad, Arabie saoudite   | Arabie saoudite - Islande | 0-0   | Match amical |
| 4 | 12 mai 1998       | Cannes, France           | Islande - Arabie saoudite | 1-1   | Match amical |
| 5 | 10 janvier 2002   | Riyad, Arabie saoudite   | Arabie saoudite - Islande | 1-0   | Match amical |

#### Bilan
| Rang | Équipe          | Pts | J | G | N | P | Bp | Bc | Diff |
| ---- | --------------- | --- | - | - | - | - | -- | -- | ---- |
| 1    | Arabie saoudite | 8   | 5 | 2 | 2 | 1 | 5  | 3  | +2   |
| 2    | Islande         | 5   | 5 | 1 | 2 | 2 | 3  | 5  | -2   |

### Argentine
| Date         | Lieu   | Match               | Score | Compétition                    |
| 16 juin 2018 | Moscou | Argentine - Islande | 1-1   | Coupe du monde 2018 (Groupe D) |

Bilan
- Total de matchs disputés : 1
- Victoires de l'équipe d'Argentine : 0
- Matchs nuls : 1
- Victoires de l'équipe d'Islande : 0
- Total de buts marqués par l'équipe d'Argentine : 1
- Total de buts marqués par l'équipe d'Islande : 1

### Arménie

#### Confrontations
Confrontations entre l'Arménie et l'Islande en matchs officiels :
|   | Date            | Lieu            | Match             | Score | Compétition                                                |
| 1 | 10 octobre 1998 | Erevan, Arménie | Arménie - Islande | 0-0   | Qualification pour le Championnat d'Europe 2000 (groupe 4) |
| 2 | 5 juin 1999     | Reykjavik       | Islande - Arménie | 2-0   | Qualification pour le Championnat d'Europe 2000 (groupe 4) |
| 3 | 6 février 2008  | L-Imdina, Malte | Arménie - Islande | 0-2   | Tournoi international de Malte 2008                        |

#### Bilan
| Rang | Équipe  | Pts | J | G | N | P | Bp | Bc | Diff |
| ---- | ------- | --- | - | - | - | - | -- | -- | ---- |
| 1    | Islande | 7   | 3 | 2 | 1 | 0 | 4  | 0  | +4   |
| 2    | Arménie | 1   | 3 | 0 | 1 | 2 | 0  | 4  | -4   |

### Autriche

#### Confrontations
Confrontations entre l'Autriche et l'Islande en matchs officiels :
|   | Date         | Lieu                | Match              | Score | Compétition                                          |
| 1 | 14 juin 1989 | Reykjavik           | Islande - Autriche | 0-0   | Qualification pour la Coupe du monde 1990 (groupe 3) |
| 2 | 23 août 1989 | Salzbourg, Autriche | Autriche - Islande | 2-1   | Qualification pour la Coupe du monde 1990 (groupe 3) |
| 3 | 30 mai 2014  | Vienne, Autriche    | Autriche - Islande | 1-1   | Match amical                                         |
| 4 | 22 juin 2016 | Paris, France       | Autriche - Islande | 1-2   | Euro 2016                                            |

#### Bilan
| Rang | Équipe   | Pts | J | G | N | P | Bp | Bc | Diff |
| ---- | -------- | --- | - | - | - | - | -- | -- | ---- |
| 1    | Autriche | 5   | 4 | 1 | 2 | 1 | 4  | 4  | 0    |
| 2    | Islande  | 5   | 4 | 1 | 2 | 1 | 4  | 4  | 0    |

### Azerbaïdjan

#### Confrontations
Confrontations entre l'Azerbaïdjan et l'Islande en matchs officiels :
|   | Date         | Lieu      | Match                 | Score | Compétition  |
| 1 | 20 août 2008 | Reykjavik | Islande - Azerbaïdjan | 1-1   | Match amical |

#### Bilan
| Rang | Équipe      | Pts | J | G | N | P | Bp | Bc | Diff |
| ---- | ----------- | --- | - | - | - | - | -- | -- | ---- |
| 1    | Azerbaïdjan | 1   | 1 | 0 | 1 | 0 | 1  | 1  | 0    |
| 1    | Islande     | 1   | 1 | 0 | 1 | 0 | 1  | 1  | 0    |

## B

### Belgique

#### Confrontations
Confrontations entre la Belgique et l'Islande en matchs officiels :
|   | Date             | Lieu                | Match              | Score | Compétition                                                |
| 1 | 5 juin 1957      | Bruxelles, Belgique | Belgique - Islande | 8-3   | Qualification pour la Coupe du monde 1958 (groupe 2)       |
| 2 | 4 septembre 1957 | Reykjavik           | Islande - Belgique | 2-5   | Qualification pour la Coupe du monde 1958 (groupe 2)       |
| 3 | 18 mai 1972      | Liège, Belgique     | Belgique - Islande | 4-0   | Qualification pour la Coupe du monde 1974 (groupe 3)       |
| 4 | 22 mai 1972      | Bruges, Belgique    | Islande - Belgique | 0-4   | Qualification pour la Coupe du monde 1974 (groupe 3)       |
| 5 | 8 septembre 1974 | Reykjavik           | Islande - Belgique | 0-2   | Qualification pour le Championnat d'Europe 1976 (groupe 7) |
| 6 | 6 septembre 1975 | Liège, Belgique     | Belgique - Islande | 1-0   | Qualification pour le Championnat d'Europe 1976 (groupe 7) |
| 7 | 5 septembre 1976 | Reykjavik           | Islande - Belgique | 0-1   | Qualification pour la Coupe du monde 1978 (groupe 4)       |
| 8 | 5 septembre 1976 | Bruxelles, Belgique | Belgique - Islande | 4-0   | Qualification pour la Coupe du monde 1978 (groupe 4)       |
| 9 | 12 novembre 2014 | Bruxelles, Belgique | Belgique - Islande | 3-1   | Match amical                                               |

#### Bilan
| Rang | Équipe   | Pts | J | G | N | P | Bp | Bc | Diff |
| ---- | -------- | --- | - | - | - | - | -- | -- | ---- |
| 1    | Belgique | 27  | 9 | 9 | 0 | 0 | 32 | 6  | +26  |
| 2    | Islande  | 0   | 9 | 0 | 0 | 9 | 6  | 32 | -26  |

### Bermudes

#### Confrontations
Confrontations entre les Bermudes et l'Islande en matchs officiels :
|   | Date             | Lieu               | Match              | Score | Compétition  |
| 1 | 10 août 1964     | Reykjavik          | Islande - Bermudes | 4-3   | Match amical |
| 2 | 23 juin 1969     | Reykjavik          | Islande - Bermudes | 2-1   | Match amical |
| 3 | 11 novembre 1969 | Hamilton, Bermudes | Bermudes - Islande | 3-2   | Match amical |
| 4 | 3 avril 1990     | Hamilton, Bermudes | Bermudes - Islande | 0-4   | Match amical |

#### Bilan
| Rang | Équipe   | Pts | J | G | N | P | Bp | Bc | Diff |
| ---- | -------- | --- | - | - | - | - | -- | -- | ---- |
| 1    | Islande  | 9   | 4 | 3 | 0 | 1 | 12 | 7  | +5   |
| 2    | Bermudes | 3   | 4 | 1 | 0 | 3 | 7  | 12 | -5   |

### Biélorussie

#### Confrontations
Confrontations entre la Biélorussie et l'Islande en matchs officiels :
|   | Date           | Lieu            | Match                 | Score | Compétition                         |
| 1 | 2 février 2008 | L-Imdina, Malte | Biélorussie - Islande | 2-0   | Tournoi international de Malte 2008 |

#### Bilan
| Rang | Équipe      | Pts | J | G | N | P | Bp | Bc | Diff |
| ---- | ----------- | --- | - | - | - | - | -- | -- | ---- |
| 1    | Biélorussie | 3   | 1 | 1 | 0 | 0 | 2  | 0  | +2   |
| 2    | Islande     | 0   | 1 | 0 | 0 | 1 | 0  | 2  | -2   |

### Bolivie

#### Confrontations
Confrontations entre la Bolivie et l'Islande en matchs officiels :
|   | Date        | Lieu      | Match             | Score | Compétition  |
| 1 | 19 mai 1994 | Reykjavik | Islande - Bolivie | 1-0   | Match amical |

#### Bilan
| Rang | Équipe  | Pts | J | G | N | P | Bp | Bc | Diff |
| ---- | ------- | --- | - | - | - | - | -- | -- | ---- |
| 1    | Islande | 3   | 1 | 1 | 0 | 0 | 1  | 0  | +1   |
| 2    | Bolivie | 0   | 1 | 0 | 0 | 1 | 0  | 1  | -1   |

### Brésil

#### Confrontations
Confrontations entre le Brésil et l'Islande en matchs officiels :
|   | Date        | Lieu                  | Match            | Score | Compétition  |
| 1 | 4 mai 1994  | Florianópolis, Brésil | Brésil - Islande | 3-0   | Match amical |
| 2 | 7 mars 2002 | Cuiabá, Brésil        | Brésil - Islande | 6-1   | Match amical |

#### Bilan
| Rang | Équipe  | Pts | J | G | N | P | Bp | Bc | Diff |
| ---- | ------- | --- | - | - | - | - | -- | -- | ---- |
| 1    | Brésil  | 6   | 2 | 2 | 0 | 0 | 9  | 1  | +8   |
| 2    | Islande | 0   | 2 | 0 | 0 | 2 | 1  | 9  | -8   |

### Bulgarie
| Date             | Lieu            | Match              | Score | Compétition                                                       |
| 7 août 1988      | Reykjavik       | Islande - Bulgarie | 2-3   | Match amical                                                      |
| 24 mars 2001     | Sofia, Bulgarie | Bulgarie - Islande | 2-1   | Qualification pour la Coupe du monde 2002 (Zone Europe, groupe 3) |
| 6 juin 2001      | Reykjavik       | Islande - Bulgarie | 1-1   | Qualification pour la Coupe du monde 2002 (Zone Europe, groupe 3) |
| 4 septembre 2004 | Reykjavik       | Islande - Bulgarie | 1-3   | Qualification pour la Coupe du monde 2006 (Zone Europe, groupe 8) |
| 7 septembre 2005 | Sofia, Bulgarie | Bulgarie - Islande | 3-2   | Qualification pour la Coupe du monde 2006 (Zone Europe, groupe 8) |

Bilan
- Total de matchs disputés : 5
- Victoires de l'équipe de Bulgarie : 4
- Matchs nuls : 1
- Victoires de l'équipe d'Islande : 0
- Total de buts marqués par l'équipe de Bulgarie : 12
- Total de buts marqués par l'équipe d'Islande : 7

## C

### Chili

#### Confrontations
Confrontations entre le Chili et l'Islande en matchs officiels :
|   | Date            | Lieu          | Match           | Score | Compétition  |
| 1 | 22 avril 1995   | Temuco, Chili | Chili - Islande | 1-1   | Match amical |
| 2 | 15 janvier 2017 | Nanning       | Chili - Islande | 1-0   | Match amical |

#### Bilan
| Rang | Équipe  | Pts | J | G | N | P | Bp | Bc | Diff |
| ---- | ------- | --- | - | - | - | - | -- | -- | ---- |
| 1    | Chili   | 4   | 2 | 1 | 1 | 0 | 2  | 1  | +1   |
| 2    | Islande | 1   | 2 | 0 | 1 | 1 | 1  | 2  | -1   |

### Chypre

#### Confrontations
Confrontations entre Chypre et l'Islande en matchs officiels :
|   | Date              | Lieu             | Match            | Score | Compétition                                                                  |
| 1 | 16 octobre 1991   | Larnaca, Chypre  | Chypre - Islande | 1-1   | Match amical                                                                 |
| 2 | 5 juin 1996       | Akranes, Islande | Islande - Chypre | 2-1   | Match amical                                                                 |
| 3 | 3 mars 2010       | Larnaca, Chypre  | Chypre - Islande | 0-0   | Match amical                                                                 |
| 4 | 26 mars 2011      | Nicosie, Chypre  | Chypre - Islande | 0-0   | Qualification pour le Championnat d'Europe 2012 (groupe H)                   |
| 5 | 6 septembre 2011  | Reykjavik        | Islande - Chypre | 1-0   | Qualification pour le Championnat d'Europe 2012 (groupe H)                   |
| 6 | 11 septembre 2012 | Larnaca          | Chypre - Islande | 1-0   | Éliminatoires de la Coupe du monde de football 2014 : zone Europe (groupe E) |
| 7 | 11 octobre 2013   | Reykjavik        | Islande - Chypre | 2-0   | Éliminatoires de la Coupe du monde de football 2014 : zone Europe (groupe E) |

### Croatie
Confrontations entre l'Islande et la Croatie:
| Date             | Lieu              | Match             | Score | Compétition                                                   |
| 26 mars 2005     | Zagreb            | Croatie - Islande | 4-0   | Qualifications pour la Coupe du monde 2006                    |
| 3 septembre 2005 | Reykjavik         | Islande - Croatie | 1-3   | Qualifications pour la Coupe du monde 2006                    |
| 15 novembre 2013 | Reykjavik         | Islande - Croatie | 0-0   | Qualifications pour la Coupe du monde 2014 (Match de barrage) |
| 19 novembre 2013 | Zagreb            | Croatie - Islande | 2-0   | Qualifications pour la Coupe du monde 2014 (Match de barrage) |
| 12 novembre 2016 | Zagreb            | Croatie - Islande | 2-0   | Qualifications pour la Coupe du monde 2018                    |
| 11 juin 2017     | Reykjavik         | Islande - Croatie | 1-0   | Qualifications pour la Coupe du monde 2018                    |
| 26 juin 2018     | Rostov-sur-le-Don | Islande - Croatie | 1-2   | Coupe du monde 2018 (Groupe D)                                |

Bilan
- Total de matchs disputés : 7
- Victoires de l'équipe d'Islande : 1
- Victoires de l'équipe de Croatie : 5
- Match nul : 1

## D

### Danemark

#### Confrontations
Confrontations entre le Danemark et l'Islande en matchs officiels.
|    | Date              | Lieu       | Match              | Score | Compétition                                                               |
| 1  | 17 juillet 1946   | Reykjavik  | Islande - Danemark | 0-3   | Match amical                                                              |
| 2  | 7 août 1949       | Aarhus     | Danemark - Islande | 5-1   | Match amical                                                              |
| 3  | 9 août 1953       | Copenhague | Danemark - Islande | 4-0   | Match amical                                                              |
| 4  | 3 juillet 1955    | Reykjavik  | Islande - Danemark | 0-4   | Match amical                                                              |
| 5  | 10 juillet 1957   | Reykjavik  | Islande - Danemark | 2-6   | Match amical                                                              |
| 6  | 6 juillet 1965    | Reykjavik  | Islande - Danemark | 1-3   | Match amical                                                              |
| 7  | 23 août 1967      | Copenhague | Danemark - Islande | 14-2  | Match amical                                                              |
| 8  | 7 juillet 1970    | Reykjavik  | Islande - Danemark | 0-0   | Match amical                                                              |
| 9  | 3 juillet 1972    | Reykjavik  | Islande - Danemark | 2-5   | Match amical                                                              |
| 10 | 9 octobre 1974    | Aalborg    | Danemark - Islande | 2-1   | Match amical                                                              |
| 11 | 28 juin 1978      | Reykjavik  | Islande - Danemark | 0-0   | Match amical                                                              |
| 12 | 28 septembre 1988 | Copenhague | Danemark - Islande | 1-0   | Match amical                                                              |
| 13 | 4 septembre 1991  | Reykjavik  | Islande - Danemark | 0-0   | Match amical                                                              |
| 14 | 2 septembre 2000  | Reykjavik  | Islande - Danemark | 1-2   | Éliminatoires de la Coupe du monde de football 2002 : zone Europe (gr. 3) |
| 15 | 6 octobre 2001    | Copenhague | Danemark - Islande | 6-0   | Éliminatoires de la Coupe du monde de football 2002 : zone Europe (gr. 3) |
| 16 | 6 septembre 2006  | Reykjavik  | Islande - Danemark | 0-2   | Éliminatoires du Championnat d'Europe de football 2008 (gr. F)            |
| 17 | 21 novembre 2007  | Copenhague | Danemark - Islande | 3-0   | Éliminatoires du Championnat d'Europe de football 2008 (gr. F)            |
| 18 | 7 septembre 2010  | Copenhague | Danemark - Islande | 1-0   | Éliminatoires du Championnat d'Europe de football 2012, groupe H          |
| 19 | 4 juin 2011       | Reykjavik  | Islande - Danemark | 0-2   | Éliminatoires du Championnat d'Europe de football 2012, groupe H          |
| 20 | 24 mars 2016      | Herning    | Danemark - Islande | 2-1   | Match amical                                                              |

#### Bilan
- Total de matchs disputés : 20
- Victoires de l'équipe d'Islande : 0
- Victoires de l'équipe du Danemark : 17
- Match nul : 3
- Total de buts marqués par l'équipe d'Islande : 11
- Total de buts marqués par l'équipe du Danemark : 65

## E

### Émirats arabes unis

#### Confrontations
Confrontations entre les Émirats arabes unis et l'Islande en matchs officiels :
|   | Date            | Lieu                       | Match                         | Score | Compétition  |
| 1 | 2 mars 1992     | Dubaï, Émirats arabes unis | Émirats arabes unis - Islande | 0-1   | Match amical |
| 2 | 30 août 1994    | Reykjavik                  | Islande - Émirats arabes unis | 1-0   | Match amical |
| 3 | 16 janvier 2016 | Dubaï                      | Émirats arabes unis - Islande | 2-1   | Match amical |

#### Bilan
| Rang | Équipe              | Pts | J | G | N | P | Bp | Bc | Diff |
| ---- | ------------------- | --- | - | - | - | - | -- | -- | ---- |
| 1    | Islande             | 6   | 3 | 2 | 0 | 1 | 3  | 2  | +1   |
| 2    | Émirats arabes unis | 3   | 3 | 1 | 0 | 2 | 2  | 3  | -1   |

### Espagne

#### Confrontations
Confrontations entre l'Espagne et l'Islande en matchs officiels.
|    | Date              | Lieu       | Match             | Score | Compétition                                                              |
| 1  | 27 octobre 1982   | Malaga     | Espagne - Islande | 1-0   | Éliminatoires du Championnat d'Europe de football 1984 (gr. 7)           |
| 2  | 29 mai 1983       | Reykjavik  | Islande - Espagne | 0-1   | Éliminatoires du Championnat d'Europe de football 1984 (gr. 7)           |
| 3  | 12 juin 1985      | Reykjavik  | Islande - Espagne | 1-2   | Éliminatoires de la Coupe du monde de football 1986 (zone Europe, gr. 7) |
| 4  | 25 septembre 1985 | Séville    | Espagne - Islande | 2-1   | Éliminatoires de la Coupe du monde de football 1986 (zone Europe, gr. 7) |
| 5  | 10 octobre 1990   | Séville    | Espagne - Islande | 2-1   | Qualification pour le Championnat d'Europe 1992 (groupe 1)               |
| 6  | 25 septembre 1991 | Reykjavik  | Islande - Espagne | 2-0   | Qualification pour le Championnat d'Europe 1992 (groupe 1)               |
| 7  | 15 août 2006      | Reykjavik  | Islande - Espagne | 0-0   | Match amical                                                             |
| 8  | 28 mars 2007      | Palma      | Espagne - Islande | 1-0   | Éliminatoires du Championnat d'Europe de football 2008 (gr. F)           |
| 9  | 8 septembre 2007  | Reykjavik  | Islande - Espagne | 1-1   | Éliminatoires du Championnat d'Europe de football 2008 (gr. F)           |
| 10 | 29 mars 2022      | La Corogne | Espagne - Islande | 5-0   | match amical                                                             |

#### Bilan
- Total de matchs disputés : 10
- Victoires de l'équipe d'Islande : 1
- Victoires de l'équipe d'Espagne : 11
- Matchs nuls : 2
- Total de buts marqués par l'équipe d'Islande : 6
- Total de buts marqués par l'équipe d'Espagne : 15

### Estonie

#### Confrontations
Confrontations entre l'Estonie et l'Islande en matchs officiels :
|   | Date             | Lieu             | Match             | Score | Compétition  |
| 1 | 16 août 1994     | Akureyri         | Islande - Estonie | 4-0   | Match amical |
| 2 | 24 avril 1996    | Tallinn, Estonie | Estonie - Islande | 0-3   | Match amical |
| 3 | 20 novembre 2002 | Tallinn, Estonie | Estonie - Islande | 2-0   | Match amical |
| 4 | 4 juin 2014      | Reykjavik        | Islande - Estonie | 1-0   | Match amical |
| 5 | 31 mars 2015     | Tallinn, Estonie | Estonie - Islande | 1-1   | Match amical |

#### Bilan
| Rang | Équipe  | Pts | J | G | N | P | Bp | Bc | Diff |
| ---- | ------- | --- | - | - | - | - | -- | -- | ---- |
| 1    | Islande | 10  | 5 | 3 | 1 | 1 | 9  | 3  | +6   |
| 2    | Estonie | 4   | 5 | 1 | 1 | 3 | 3  | 9  | -6   |

### États-Unis

#### Confrontations
Confrontations entre les États-Unis et l'Islande en matchs officiels :
|   | Date             | Lieu                    | Match                | Score | Compétition  |
| 1 | 25 août 1955     | Reykjavik               | Islande - États-Unis | 3-2   | Match amical |
| 2 | 3 septembre 1978 | Reykjavik               | Islande - États-Unis | 0-0   | Match amical |
| 3 | 8 avril 1990     | Fenton, États-Unis      | États-Unis - Islande | 4-1   | Match amical |
| 4 | 17 avril 1993    | Costa Mesa, États-Unis  | États-Unis - Islande | 1-1   | Match amical |
| 5 | 31 août 1993     | Reykjavik               | Islande - États-Unis | 0-1   | Match amical |
| 6 | 24 avril 1994    | Chula Vista, États-Unis | États-Unis - Islande | 1-2   | Match amical |
| 7 | 31 janvier 2016  | Carson                  | États-Unis - Islande | 3-2   | Match amical |

#### Bilan
| Rang | Équipe     | Pts | J | G | N | P | Bp | Bc | Diff |
| ---- | ---------- | --- | - | - | - | - | -- | -- | ---- |
| 1    | États-Unis | 11  | 7 | 3 | 2 | 2 | 12 | 9  | +3   |
| 2    | Islande    | 8   | 7 | 2 | 2 | 3 | 9  | 12 | -3   |

## F

### Finlande
Confrontations entre l'équipe de Finlande de football et l'équipe d'Islande de football :
|   | Date             | Lieu                          | Match              | Score | Compétition                                         |
| 1 | 30 avril 2003    | Helsinki Finlande             | Finlande - Islande | 3-0   | Match amical                                        |
| 2 | 13 janvier 2016  | Abou Dabi Émirats arabes unis | Finlande - Islande | 0-1   | Match amical                                        |
| 3 | 6 octobre 2016   | Reykjavik Islande             | Islande - Finlande | 3-2   | Éliminatoires de la Coupe du monde de football 2018 |
| 4 | 2 septembre 2017 | Tampere Finlande              | Finlande - Islande | 1-0   | Éliminatoires de la Coupe du monde de football 2018 |

Bilan
- Total de matchs disputés : 4

- Victoires de l'équipe d'Islande : 2
- Victoires de l'équipe de Finlande : 2
- Matchs nuls : 0

### France
Confrontations entre l'équipe de France de football et l'équipe d'Islande de football
| Date               | Lieu                | Match            | Score | Compétition                                             |
| 2 juin 1957        | Nantes France       | France - Islande | 8-0   | Qualifications pour la Coupe du monde 1958              |
| 1er septembre 1957 | Reykjavik           | Islande - France | 1-5   | Qualifications pour la Coupe du monde 1958              |
| 25 mai 1975        | Reykjavik           | Islande - France | 0-0   | Qualifications pour l'Euro 1976                         |
| 3 septembre 1975   | Nantes France       | France - Islande | 3-0   | Qualifications pour l'Euro 1976                         |
| 10 septembre 1986  | Reykjavik           | Islande - France | 0-0   | Qualifications pour l'Euro 1988                         |
| 29 avril 1987      | Paris France        | France - Islande | 2-0   | Qualifications pour l'Euro 1988                         |
| 5 septembre 1990   | Reykjavik           | Islande - France | 1-2   | Qualifications pour l'Euro 1992                         |
| 20 novembre 1991   | Paris France        | France - Islande | 3-1   | Qualifications pour l'Euro 1992                         |
| 5 septembre 1998   | Reykjavik           | Islande - France | 1-1   | Qualifications pour l'Euro 2000                         |
| 9 octobre 1999     | Saint-Denis France  | France - Islande | 3-2   | Qualifications pour l'Euro 2000                         |
| 27 mai 2012        | Valenciennes France | France - Islande | 3-2   | Match amical                                            |
| 3 juillet 2016     | Saint-Denis France  | France - Islande | 5-2   | Championnat d'Europe de football 2016 (quart de finale) |
| 25 mars 2019       | Saint-Denis France  | France - Islande | 4-0   | Qualifications pour l'Euro 2020                         |
| 11 octobre 2019    | Reykjavik Islande   | Islande - France |       | Qualifications pour l'Euro 2020                         |

Bilan
- Total de matchs disputés : 14
- Victoires de l'équipe de France : 10
- Matchs nuls : 4
- Victoires de l'équipe d'Islande : 0
- Total de buts marqués par l'équipe de France : 41
- Total de buts marqués par  l'équipe d'Islande : 12

## G

### Géorgie

#### Confrontations
Confrontations entre la Géorgie et l'Islande en matchs officiels :
|   | Date             | Lieu      | Match             | Score | Compétition  |
| 1 | 9 septembre 2009 | Reykjavik | Islande - Géorgie | 3-1   | Match amical |

#### Bilan
| Rang | Équipe  | Pts | J | G | N | P | Bp | Bc | Diff |
| ---- | ------- | --- | - | - | - | - | -- | -- | ---- |
| 1    | Islande | 3   | 1 | 1 | 0 | 0 | 3  | 1  | +2   |
| 2    | Géorgie | 0   | 1 | 0 | 0 | 1 | 1  | 3  | -2   |

### Ghana
Confrontations entre l'équipe du Ghana de football et l'équipe d'Islande de football :
|   | Date        | Lieu      | Match           | Score | Compétition  |
| 1 | 7 juin 2018 | Reykjavik | Islande - Ghana | 2-2   | Match amical |

Bilan
- Victoires de l'équipe d'Islande : 0
- Victoires de l'équipe du Ghana : 0
- Matchs disputés : 1

## H

### Hongrie
Confrontations entre l'équipe d'Islande de football et l'équipe de Hongrie de football.
| Date              | Lieu      | Match             | Score | Compétition                                |
| 4 mai 1988        | Budapest  | Hongrie - Islande | 3-0   | Amical                                     |
| 21 septembre 1988 | Reykjavik | Islande - Hongrie | 0-3   | Amical                                     |
| 3 juin 1992       | Budapest  | Hongrie - Islande | 1-2   | Qualifications pour la Coupe du monde 1994 |
| 16 juin 1993      | Reykjavik | Islande - Hongrie | 2-0   | Qualifications pour la Coupe du monde 1994 |
| 11 juin 1995      | Reykjavik | Islande - Hongrie | 2-1   | Qualifications pour l'Euro 1996            |
| 11 novembre 1995  | Budapest  | Hongrie - Islande | 1-0   | Qualifications pour l'Euro 1996            |
| 7 septembre 2002  | Reykjavik | Islande - Hongrie | 0-2   | Amical                                     |
| 8 septembre 2004  | Budapest  | Hongrie - Islande | 3-2   | Qualifications pour la Coupe du monde 2006 |
| 4 juin 2005       | Reykjavik | Islande - Hongrie | 2-3   | Qualifications pour la Coupe du monde 2006 |
| 10 août 2011      | Budapest  | Hongrie - Islande | 4-0   | Amical                                     |
| 18 juin 2016      | Marseille | Hongrie - Islande | 1-1   | Euro 2016                                  |

- Total de matchs disputés : 11
- Islande Victoires de l'équipe d'Islande : 3
- Hongrie Victoires de l'équipe de Hongrie : 7
- Match nul : 1

## I

### Inde

#### Confrontations
Confrontations entre l'Inde et l'Islande en matchs officiels :
|   | Date            | Lieu         | Match          | Score | Compétition  |
| 1 | 13 janvier 2001 | Cochin, Inde | Inde - Islande | 0-3   | Match amical |

#### Bilan
| Rang | Équipe  | Pts | J | G | N | P | Bp | Bc | Diff |
| ---- | ------- | --- | - | - | - | - | -- | -- | ---- |
| 1    | Islande | 3   | 1 | 1 | 0 | 0 | 3  | 0  | +3   |
| 1    | Inde    | 0   | 1 | 0 | 0 | 1 | 0  | 3  | -3   |

### Indonésie
Confrontations entre l'Indonésie et l'Islande :
|   | Date            | Lieu              | Match               | Score | Compétition  |
| 1 | 14 janvier 2018 | Jakarta Indonésie | Indonésie - Islande | 1-4   | Match amical |

Bilan
- Total de matchs disputés : 1
- Victoires de l'équipe d'Islande : 1
- Victoires de l'équipe d'Indonésie : 0
- Matchs nuls : 0

### Iran

#### Confrontations
Confrontations entre l'Iran et l'Islande en matchs officiels :
|   | Date             | Lieu          | Match          | Score | Compétition  |
| 1 | 10 novembre 2009 | Téhéran, Iran | Iran - Islande | 1-0   | Match amical |

#### Bilan
| Rang | Équipe  | Pts | J | G | N | P | Bp | Bc | Diff |
| ---- | ------- | --- | - | - | - | - | -- | -- | ---- |
| 1    | Iran    | 3   | 1 | 1 | 0 | 0 | 1  | 0  | +1   |
| 2    | Islande | 0   | 1 | 0 | 0 | 1 | 0  | 1  | -1   |

### Irlande

#### Confrontations
Confrontations entre l'Irlande et l'Islande en matchs officiels.
|   | Date              | Lieu      | Match             | Score | Compétition                                                       |
| 1 | 12 août 1962      | Dublin    | Irlande - Islande | 4-2   | Éliminatoires du Championnat d'Europe de football 1964            |
| 2 | 2 septembre 1962  | Reykjavik | Islande - Irlande | 1-1   | Éliminatoires du Championnat d'Europe de football 1964            |
| 3 | 9 août 1965       | Reykjavik | Islande - Irlande | 0-0   | Match amical                                                      |
| 4 | 13 octobre 1982   | Dublin    | Irlande - Islande | 2-0   | Éliminatoires du Championnat d'Europe de football 1984 (gr. 7)    |
| 5 | 21 septembre 1983 | Reykjavik | Islande - Irlande | 0-3   | Éliminatoires du Championnat d'Europe de football 1984 (gr. 7)    |
| 6 | 25 mai 1986       | Reykjavik | Islande - Irlande | 1-2   | Match amical                                                      |
| 7 | 10 novembre 1996  | Dublin    | Irlande - Islande | 0-0   | Qualification pour la Coupe du monde 1998 (zone Europe, groupe 8) |
| 8 | 6 septembre 1997  | Reykjavik | Islande - Irlande | 2-4   | Qualification pour la Coupe du monde 1998 (zone Europe, groupe 8) |
| 9 | 28 mars 2017      | Dublin    | Irlande - Islande | 0-1   | Match amical                                                      |

#### Bilan
- Total de matchs disputés : 9
- Victoires de l'équipe d'Islande : 1
- Victoires de l'équipe d'Irlande : 5
- Matchs nul : 3
- Total de buts marqués par l'équipe d'Islande : 7
- Total de buts marqués par l'équipe d'Irlande : 16

### Irlande du Nord

#### Confrontations
Confrontations entre l'Irlande du Nord et l'Islande en matchs officiels.
|   | Date              | Lieu      | Match                     | Score | Compétition                                                                 |
| 1 | 11 juin 1977      | Reykjavik | Islande - Irlande du Nord | 1-0   | Éliminatoires de la Coupe du monde de football 1978 (zone Europe, groupe 8) |
| 2 | 21 septembre 1977 | Belfast   | Irlande du Nord - Islande | 2-0   | Éliminatoires de la Coupe du monde de football 1978 (zone Europe, groupe 8) |
| 3 | 11 octobre 2000   | Reykjavik | Islande - Irlande du Nord | 1-0   | Éliminatoires de la Coupe du monde de football 2002 : zone Europe (gr. 3)   |
| 4 | 5 septembre 2001  | Belfast   | Irlande du Nord - Islande | 3-0   | Éliminatoires de la Coupe du monde de football 2002 : zone Europe (gr. 3)   |
| 5 | 2 septembre 2006  | Belfast   | Irlande du Nord - Islande | 0-3   | Qualification pour le Championnat d'Europe 2008 (groupe F)                  |
| 6 | 12 septembre 2007 | Reykjavik | Islande - Irlande du Nord | 2-1   | Qualification pour le Championnat d'Europe 2008 (groupe F)                  |

#### Bilan
- Total de matchs disputés : 6
- Victoires de l'équipe d'Islande : 4
- Victoires de l'équipe d'Irlande du Nord : 2
- Matchs nul : 0
- Total de buts marqués par l'équipe d'Islande : 7
- Total de buts marqués par l'équipe d'Irlande du Nord : 6

### Israël

#### Confrontations
Confrontations entre Israël et l'Islande en matchs officiels.
|   | Date             | Lieu      | Match            | Score | Compétition  |
| 1 | 8 avril 1992     | Tel Aviv  | Israël - Islande | 2-2   | Match amical |
| 2 | 9 août 1992      | Reykjavik | Islande - Israël | 0-2   | Match amical |
| 3 | 17 novembre 2010 | Tel Aviv  | Israël - Islande | 3-2   | Match amical |

#### Bilan
- Total de matchs disputés : 3
- Victoires de l'équipe d'Islande : 0
- Victoires de l'équipe d'Israël : 2
- Match nul : 1
- Total de buts marqués par l'équipe d'Islande : 4
- Total de buts marqués par l'équipe d'Israël : 7

### Italie

#### Confrontations
Confrontations entre l'Italie et l'Islande en matchs officiels :
|   | Date         | Lieu           | Match            | Score | Compétition  |
| 1 | 18 août 2004 | Reykjavik      | Islande - Italie | 2-0   | Match amical |
| 2 | 10 mars 2005 | Padoue, Italie | Italie - Islande | 0-0   | Match amical |

#### Bilan
| Rang | Équipe  | Pts | J | G | N | P | Bp | Bc | Diff |
| ---- | ------- | --- | - | - | - | - | -- | -- | ---- |
| 1    | Islande | 4   | 2 | 1 | 1 | 0 | 2  | 0  | +2   |
| 2    | Italie  | 1   | 2 | 0 | 1 | 1 | 0  | 2  | -2   |

## J

### Japon

#### Confrontations
Confrontations entre le Japon et l'Islande en matchs officiels :
|   | Date            | Lieu                   | Match           | Score | Compétition  |
| 1 | 13 août 1971    | Reykjavik              | Islande - Japon | 0-2   | Match amical |
| 2 | 30 mai 2004     | Manchester, Angleterre | Islande - Japon | 2-3   | Match amical |
| 3 | 24 février 2012 | Osaka, Japon           | Japon - Islande | 3-1   | Match amical |

#### Bilan
| Rang | Équipe  | Pts | J | G | N | P | Bp | Bc | Diff |
| ---- | ------- | --- | - | - | - | - | -- | -- | ---- |
| 1    | Japon   | 9   | 3 | 3 | 0 | 0 | 8  | 3  | +5   |
| 2    | Islande | 0   | 3 | 0 | 0 | 3 | 3  | 8  | -5   |

## K

### Kazakhstan

#### Confrontations
Confrontations entre le Kazakhstan et l'Islande en matchs officiels :
|   | Date             | Lieu               | Match                | Score | Compétition                                                |
| 1 | 28 mars 2015     | Astana, Kazakhstan | Kazakhstan - Islande | 0-3   | Qualification pour le Championnat d'Europe 2016 (groupe A) |
| 2 | 6 septembre 2015 | Reykjavik          | Islande - Kazakhstan | 0-0   | Qualification pour le Championnat d'Europe 2016 (groupe A) |

#### Bilan
| Rang | Équipe     | Pts | J | G | N | P | Bp | Bc | Diff |
| ---- | ---------- | --- | - | - | - | - | -- | -- | ---- |
| 1    | Islande    | 4   | 2 | 1 | 1 | 0 | 3  | 0  | +3   |
| 2    | Kazakhstan | 1   | 2 | 0 | 1 | 1 | 0  | 3  | -3   |

### Kosovo
Confrontations entre l'Islande et le Kosovo :
| Date           | Lieu      | Match            | Score | Compétition                                |
| 24 mars 2017   | Shkodër   | Kosovo - Islande | 1-2   | Qualifications pour la Coupe du monde 2018 |
| 9 octobre 2017 | Reykjavik | Islande - Kosovo | 2-0   | Qualifications pour la Coupe du monde 2018 |

Bilan
- Total de matchs disputés : 2
- Victoires de l'Islande : 2
- Victoires du Kosovo : 0
- Match nul : 0

### Koweït

#### Confrontations
Confrontations entre le Koweït et l'Islande en matchs officiels :
|   | Date            | Lieu                        | Match            | Score | Compétition  |
| 1 | 14 mars 1982    | Koweït, Koweït              | Koweït - Islande | 0-0   | Match amical |
| 2 | 31 mars 1985    | Koweït, Koweït              | Koweït - Islande | 1-1   | Match amical |
| 3 | 19 mars 1986    | Koweït, Koweït              | Koweït - Islande | 1-0   | Match amical |
| 4 | 26 février 1987 | Koweït, Koweït              | Koweït - Islande | 1-1   | Match amical |
| 5 | 28 février 1987 | Koweït, Koweït              | Koweït - Islande | 0-1   | Match amical |
| 6 | 29 octobre 1994 | Al-Aïn, Émirats arabes unis | Islande - Koweït | 1-0   | Match amical |
| 7 | 8 janvier 2002  | Mascate, Oman               | Islande - Koweït | 0-0   | Match amical |

#### Bilan
| Rang | Équipe  | Pts | J | G | N | P | Bp | Bc | Diff |
| ---- | ------- | --- | - | - | - | - | -- | -- | ---- |
| 1    | Islande | 10  | 7 | 2 | 4 | 1 | 4  | 3  | +1   |
| 2    | Koweït  | 7   | 7 | 1 | 4 | 2 | 3  | 4  | -1   |

## L

### Lettonie

#### Confrontations
Confrontations entre la Lettonie et l'Islande en matchs officiels.
|   | Date            | Lieu      | Match              | Score | Compétition                                                      |
| 1 | 19 août 1998    | Reykjavik | Islande - Lettonie | 4-1   | Match amical                                                     |
| 2 | 28 avril 2004   | Riga      | Lettonie - Islande | 0-0   | Match amical                                                     |
| 3 | 7 octobre 2006  | Riga      | Lettonie - Islande | 4-0   | Qualification pour le Championnat d'Europe 2008 (groupe F)       |
| 4 | 13 octobre 2007 | Reykjavik | Islande- Lettonie  | 2-4   | Qualification pour le Championnat d'Europe 2008 (groupe F)       |
| 5 | 10 octobre 2014 | Riga      | Lettonie - Islande | 0-3   | Éliminatoires du Championnat d'Europe de football 2016, groupe A |
| 6 | 10 octobre 2015 | Reykjavik | Islande - Lettonie | 2-2   | Éliminatoires du Championnat d'Europe de football 2016, groupe A |

#### Bilan
- Total de matchs disputés : 6
- Victoires de l'équipe d'Islande : 2
- Victoires de l'équipe de Lettonie : 2
- Matchs nuls : 2
- Total de buts marqués par l'équipe d'Islande : 11
- Total de buts marqués par l'équipe de Lettonie : 11

### Liechtenstein

#### Confrontations
Confrontations entre le Liechtenstein et l'Islande en matchs officiels :
|   | Date            | Lieu                  | Match                   | Score | Compétition                                                |
| 1 | 20 août 1997    | Eschen, Liechtenstein | Liechtenstein - Islande | 0-3   | Qualification pour la Coupe du monde 1998 (groupe 8)       |
| 2 | 11 octobre 1997 | Reykjavik             | Islande - Liechtenstein | 4-0   | Qualification pour la Coupe du monde 1998 (groupe 8)       |
| 3 | 2 juin 2007     | Reykjavik             | Islande - Liechtenstein | 1-1   | Qualification pour le Championnat d'Europe 2008 (groupe F) |
| 4 | 17 octobre 2007 | Vaduz, Liechtenstein  | Liechtenstein - Islande | 3-0   | Qualification pour le Championnat d'Europe 2008 (groupe F) |
| 5 | 11 février 2009 | La Manga, Espagne     | Islande - Liechtenstein | 2-0   | Match amical                                               |
| 6 | 11 août 2010    | Reykjavik             | Islande - Liechtenstein | 1-1   | Match amical                                               |
| 7 | 6 juin 2016     | Reykjavik             | Islande - Liechtenstein | 4-0   | Match amical                                               |

#### Bilan
| Rang | Équipe        | Pts | J | G | N | P | Bp | Bc | Diff |
| ---- | ------------- | --- | - | - | - | - | -- | -- | ---- |
| 1    | Islande       | 14  | 7 | 4 | 2 | 1 | 16 | 5  | +11  |
| 2    | Liechtenstein | 4   | 7 | 1 | 2 | 4 | 5  | 16 | -11  |

### Lituanie

#### Confrontations
Confrontations entre la Lituanie et l'Islande en matchs officiels :
|   | Date            | Lieu              | Match              | Score | Compétition                                                |
| 1 | 5 octobre 1996  | Vilnius, Lituanie | Lituanie - Islande | 2-0   | Qualification pour la Coupe du monde 1998 (groupe 8)       |
| 2 | 11 juin 1997    | Reykjavik         | Islande - Lituanie | 0-0   | Qualification pour la Coupe du monde 1998 (groupe 8)       |
| 3 | 16 octobre 2002 | Reykjavik         | Islande - Lituanie | 3-0   | Qualification pour le Championnat d'Europe 2004 (groupe 5) |
| 4 | 11 juin 2003    | Kaunas, Lituanie  | Lituanie - Islande | 0-3   | Qualification pour le Championnat d'Europe 2004 (groupe 5) |

#### Bilan
| Rang | Équipe   | Pts | J | G | N | P | Bp | Bc | Diff |
| ---- | -------- | --- | - | - | - | - | -- | -- | ---- |
| 1    | Islande  | 7   | 4 | 2 | 1 | 1 | 6  | 2  | +4   |
| 2    | Lituanie | 4   | 4 | 1 | 1 | 2 | 2  | 6  | -4   |

### Luxembourg

#### Confrontations
Confrontations entre le Luxembourg et l'Islande en matchs officiels.
|   | Date             | Lieu             | Match                | Score | Compétition                                                               |
| 1 | 21 août 1976     | Reykjavik        | Islande - Luxembourg | 3-1   | Match amical                                                              |
| 2 | 24 avril 1985    | Ettelbruck       | Luxembourg - Islande | 0-0   | Match amical                                                              |
| 3 | 28 mars 1990     | Esch-sur-Alzette | Luxembourg - Islande | 1-2   | Match amical                                                              |
| 4 | 20 mai 1993      | Luxembourg       | Luxembourg - Islande | 1-1   | Éliminatoires de la Coupe du monde de football 1994 : zone Europe (gr. 5) |
| 5 | 8 septembre 1993 | Reykjavik        | Islande - Luxembourg | 1-0   | Éliminatoires de la Coupe du monde de football 1994 : zone Europe (gr. 5) |
| 6 | 10 mars 1999     | Luxembourg       | Luxembourg - Islande | 1-2   | Match amical                                                              |
| 7 | 14 novembre 2009 | Luxembourg       | Luxembourg - Islande | 1-1   | Match amical                                                              |

#### Bilan
- Total de matchs disputés : 7
- Victoires de l'équipe d'Islande : 4
- Victoires de l'équipe du Luxembourg : 0
- Matchs nuls : 3
- Total de buts marqués par l'équipe d'Islande : 10
- Total de buts marqués par l'équipe du Luxembourg : 5

## M

### Malte

#### Confrontations
Confrontations entre Malte et l'Islande en matchs officiels.
|    | Date             | Lieu      | Match           | Score | Compétition                                                               |
| 1  | 5 juin 1982      | Messine   | Malte - Islande | 2-1   | Éliminatoires du Championnat d'Europe de football 1984 (gr. 7)            |
| 2  | 5 juin 1983      | Reykjavik | Islande - Malte | 1-0   | Éliminatoires du Championnat d'Europe de football 1984 (gr. 7)            |
| 3  | 7 mai 1991       | Ħ'Attard  | Malte - Islande | 1-4   | Match amical                                                              |
| 4  | 10 février 1992  | Ħ'Attard  | Malte - Islande | 1-0   | Match amical                                                              |
| 5  | 11 février 1996  | Ħ'Attard  | Malte - Islande | 1-4   | Match amical                                                              |
| 6  | 14 août 1996     | Reykjavik | Islande - Malte | 2-1   | Match amical                                                              |
| 7  | 28 avril 1999    | Ħ'Attard  | Malte - Islande | 1-2   | Match amical                                                              |
| 8  | 27 juillet 2000  | Reykjavik | Islande - Malte | 5-0   | Match amical                                                              |
| 9  | 25 avril 2001    | Ħ'Attard  | Malte - Islande | 1-4   | Éliminatoires de la Coupe du monde de football 2002 : zone Europe (gr. 3) |
| 10 | 2 juin 2001      | Reykjavik | Islande - Malte | 3-0   | Éliminatoires de la Coupe du monde de football 2002 : zone Europe (gr. 3) |
| 11 | 9 octobre 2004   | Ħ'Attard  | Malte - Islande | 0-0   | Éliminatoires de la Coupe du monde de football 2006 : zone Europe (gr. 8) |
| 12 | 8 juin 2005      | Reykjavik | Islande - Malte | 4-1   | Éliminatoires de la Coupe du monde de football 2006 : zone Europe (gr. 8) |
| 13 | 4 février 2008   | Ħ'Attard  | Malte - Islande | 1-0   | Match amical                                                              |
| 14 | 19 novembre 2008 | Paola     | Malte - Islande | 0-1   | Match amical                                                              |
| 15 | 15 novembre 2016 | Ħ'Attard  | Malte - Islande | 0-2   | Match amical                                                              |

#### Bilan
- Total de matchs disputés : 15
- Victoires de l'équipe d'Islande : 11
- Victoires de l'équipe de Malte : 3
- Matchs nuls : 1
- Total de buts marqués par l'équipe d'Islande : 33
- Total de buts marqués par l'équipe de Malte : 10

### Macédoine

#### Confrontations
Confrontations entre la Macédoine et l'Islande en matchs officiels.
|   | Date            | Lieu      | Match               | Score | Compétition                                                                |
| 1 | 1er juin 1996   | Reykjavik | Islande - Macédoine | 2-1   | Qualification pour la Coupe du monde 1998 (zone Europe, groupe 8)          |
| 2 | 7 juin 1997     | Skopje    | Macédoine - Islande | 1-0   | Qualification pour la Coupe du monde 1998 (zone Europe, groupe 8)          |
| 3 | 15 octobre 2008 | Reykjavik | Islande - Macédoine | 1-0   | Éliminatoires de la coupe du monde de football 2010, zone Europe, groupe 9 |
| 4 | 10 juin 2009    | Skopje    | Macédoine - Islande | 2-0   | Éliminatoires de la coupe du monde de football 2010, zone Europe, groupe 9 |

#### Bilan
- Total de matchs disputés : 4
- Victoires de l'équipe d'Islande : 1
- Victoires de l'équipe de Macédoine : 2
- Matchs nuls : 1
- Total de buts marqués par l'équipe d'Islande : 2
- Total de buts marqués par l'équipe de Macédoine : 4

### Mexique

#### Confrontations
Confrontations entre le Mexique et l'Islande en matchs officiels.
|   | Date             | Lieu          | Match             | Score | Compétition  |
| 1 | 19 novembre 2003 | San Francisco | Mexique - Islande | 0-0   | Match amical |
| 2 | 24 mars 2010     | Charlotte     | Mexique - Islande | 0-0   | Match amical |
| 3 | 8 février 2017   | Whitney       | Mexique - Islande | 1-0   | Match amical |
| 4 | 24 mars 2018     | Santa Clara   | Mexique - Islande | 3-0   | Match amical |

#### Bilan
- Total de matchs disputés : 4
- Victoires de l'équipe d'Islande : 0
- Victoires de l'équipe du Mexique : 2
- Matchs nuls : 2
- Total de buts marqués par l'équipe d'Islande : 0
- Total de buts marqués par l'équipe du Mexique : 4

### Monténégro

#### Confrontations
Confrontations entre le Monténégro et l'Islande en matchs officiels :
|   | Date            | Lieu                  | Match                | Score | Compétition  |
| 1 | 29 février 2012 | Podgorica, Monténégro | Monténégro - Islande | 2-1   | Match amical |

#### Bilan
| Rang | Équipe     | Pts | J | G | N | P | Bp | Bc | Diff |
| ---- | ---------- | --- | - | - | - | - | -- | -- | ---- |
| 1    | Monténégro | 3   | 1 | 1 | 0 | 0 | 2  | 1  | +1   |
| 2    | Islande    | 0   | 1 | 0 | 0 | 1 | 1  | 2  | -1   |

## N

### Nigeria

#### Confrontations
Confrontations entre la Nigeria et l'Islande en matchs officiels :
|   | Date         | Lieu              | Match             | Score | Compétition                    |
| 1 | 22 août 1981 | Reykjavik         | Islande - Nigeria | 3-0   | Match amical                   |
| 2 | 22 juin 2018 | Volgograd, Russie | Nigeria - Islande | 2-0   | Coupe du monde 2018 (Groupe D) |

#### Bilan
| Rang | Équipe  | Pts | J | G | N | P | Bp | Bc | Diff |
| ---- | ------- | --- | - | - | - | - | -- | -- | ---- |
| 1    | Islande | 3   | 1 | 1 | 0 | 1 | 3  | 2  | +1   |
| 2    | Nigeria | 3   | 1 | 1 | 0 | 1 | 2  | 3  | -1   |

### Norvège

#### Confrontations
Confrontations entre la Norvège et l'Islande en matchs officiels.
|    | Date              | Lieu      | Match             | Score | Compétition                                                                   |
| 1  | 24 juillet 1947   | Reykjavik | Islande - Norvège | 2-4   | Match amical                                                                  |
| 2  | 26 juillet 1951   | Trondheim | Norvège - Islande | 3-1   | Match amical                                                                  |
| 3  | 13 août 1953      | Bergen    | Norvège - Islande | 3-1   | Match amical                                                                  |
| 4  | 4 juillet 1954    | Reykjavik | Islande - Norvège | 1-0   | Match amical                                                                  |
| 5  | 8 juillet 1957    | Reykjavik | Islande - Norvège | 0-3   | Match amical                                                                  |
| 6  | 9 juin 1959       | Oslo      | Norvège - Islande | 4-0   | Match amical                                                                  |
| 7  | 9 juillet 1962    | Reykjavik | Islande - Norvège | 1-3   | Match amical                                                                  |
| 8  | 18 juillet 1968   | Reykjavik | Islande - Norvège | 0-4   | Match amical                                                                  |
| 9  | 21 juillet 1969   | Trondheim | Norvège - Islande | 2-1   | Match amical                                                                  |
| 10 | 20 juillet 1970   | Reykjavik | Islande - Norvège | 2-0   | Match amical                                                                  |
| 11 | 26 mai 1971       | Bergen    | Norvège - Islande | 3-1   | Match amical                                                                  |
| 12 | 3 août 1972       | Stavanger | Norvège - Islande | 4-1   | Tours préliminaires à la Coupe du monde de football 1974 (zone Europe, gr. 3) |
| 13 | 2 août 1973       | Reykjavik | Islande - Norvège | 0-4   | Tours préliminaires à la Coupe du monde de football 1974 (zone Europe, gr. 3) |
| 14 | 19 mai 1976       | Oslo      | Norvège - Islande | 0-1   | Match amical                                                                  |
| 15 | 30 juin 1977      | Reykjavik | Islande - Norvège | 2-1   | Match amical                                                                  |
| 16 | 4 juillet 1980    | Oslo      | Norvège - Islande | 3-1   | Match amical                                                                  |
| 17 | 20 juin 1984      | Reykjavik | Islande - Norvège | 0-1   | Match amical                                                                  |
| 18 | 9 septembre 1987  | Reykjavik | Islande - Norvège | 2-1   | Qualification pour le Championnat d'Europe 1988 (groupe 3)                    |
| 19 | 23 septembre 1987 | Oslo      | Norvège - Islande | 0-1   | Qualification pour le Championnat d'Europe 1988 (groupe 3)                    |
| 20 | 20 juillet 1997   | Reykjavik | Islande - Norvège | 0-1   | Match amical                                                                  |
| 21 | 31 janvier 2000   | La Manga  | Islande - Norvège | 0-0   | Match amical                                                                  |
| 22 | 22 mai 2002       | Bodø      | Norvège - Islande | 1-1   | Match amical                                                                  |
| 23 | 6 septembre 2008  | Oslo      | Norvège - Islande | 2-2   | Éliminatoires de la coupe du monde de football 2010, zone Europe, groupe 9    |
| 24 | 5 septembre 2009  | Reykjavik | Islande - Norvège | 1-1   | Éliminatoires de la coupe du monde de football 2010, zone Europe, groupe 9    |
| 25 | 3 septembre 2010  | Reykjavik | Islande - Norvège | 1-2   | Éliminatoires du Championnat d'Europe de football 2012, groupe H              |
| 26 | 2 septembre 2011  | Oslo      | Norvège - Islande | 1-0   | Éliminatoires du Championnat d'Europe de football 2012, groupe H              |
| 27 | 7 septembre 2012  | Reykjavik | Islande - Norvège | 2-0   | Éliminatoires de la Coupe du monde de football 2014 : zone Europe (groupe E)  |
| 28 | 15 octobre 2013   | Oslo      | Norvège - Islande | 1-1   | Éliminatoires de la Coupe du monde de football 2014 : zone Europe (groupe E)  |
| 29 | 1er juin 2016     | Oslo      | Norvège - Islande | 3-2   | Match amical                                                                  |
| 30 | 2 juin 2018       | Reykjavik | Islande - Norvège | 2-3   | Match amical                                                                  |

#### Bilan
- Total de matchs disputés : 30
- Victoires de l'équipe d'Islande : 7
- Victoires de l'équipe de Norvège : 18
- Matchs nul : 5
- Total de buts marqués par l'équipe d'Islande : 30
- Total de buts marqués par l'équipe de Norvège : 58

## P

### Pays-Bas
Confrontations entre l'équipe des Pays-Bas de football et l'équipe d'Islande de football : 
| Date               | Lieu               | Match              | Score | Compétition                                            |
| 22 août 1973       | Amsterdam Pays-Bas | Pays-Bas - Islande | 5-0   | Qualifications pour la Coupe du monde de football 1974 |
| 29 août 1973       | Deventer Pays-Bas  | Islande - Pays-Bas | 1-8   | Qualifications pour la Coupe du monde de football 1974 |
| 8 septembre 1976   | Reykjavik          | Islande - Pays-Bas | 0-1   | Qualifications pour la Coupe du monde de football 1978 |
| 31 août 1977       | Nimègue Pays-Bas   | Pays-Bas - Islande | 4-1   | Qualifications pour la Coupe du monde de football 1978 |
| 20 septembre 1978  | Nimègue Pays-Bas   | Pays-Bas - Islande | 3-0   | Qualifications pour l'Euro 1980                        |
| 5 septembre 1979   | Reykjavik          | Islande - Pays-Bas | 0-4   | Qualifications pour l'Euro 1980                        |
| 1er septembre 1982 | Reykjavik          | Islande - Pays-Bas | 1-1   | Qualifications pour l'Euro 1984                        |
| 7 septembre 1983   | Groningue Pays-Bas | Pays-Bas - Islande | 3-0   | Qualifications pour l'Euro 1984                        |
| 11 octobre 2008    | Rotterdam Pays-Bas | Pays-Bas - Islande | 2-0   | Qualifications pour la Coupe du monde de football 2010 |
| 6 juin 2009        | Reykjavik          | Islande - Pays-Bas | 1-2   | Qualifications pour la Coupe du monde de football 2010 |
| 13 octobre 2014    | Reykjavik          | Islande - Pays-Bas | 2-0   | Qualifications pour l'Euro 2016                        |
| 3 septembre 2015   | Amsterdam Pays-Bas | Pays-Bas - Islande | 0-1   | Qualifications pour l'Euro 2016                        |

Bilan
- Total de matchs disputés : 12
- Victoires de l'équipe d'Islande : 2
- Victoires de l'équipe des Pays-Bas : 9
- Matchs nuls : 1

### Pérou

#### Confrontations
Confrontations entre le Pérou et l'Islande en matchs officiels.
|   | Date         | Lieu     | Match           | Score | Compétition  |
| 1 | 28 mars 2018 | Harrison | Pérou - Islande | 3-1   | Match amical |

#### Bilan
- Total de matchs disputés : 41
- Victoires de l'équipe d'Islande : 0
- Victoires de l'équipe du Pérou : 1
- Matchs nuls : 0
- Total de buts marqués par l'équipe d'Islande : 1
- Total de buts marqués par l'équipe du Pérou : 3

### Pologne
Confrontations entre l'équipe d'Islande de football et l'équipe de Pologne de football : 
| Date             | Lieu      | Match             | Score | Compétition              |
| 6 septembre 1978 | Reykjavik | Islande - Pologne | 0-2   | Qualifications Euro 1980 |
| 10 octobre 1979  | Cracovie  | Pologne - Islande | 2-0   | Qualifications Euro 1980 |
| 11 novembre 2000 | Varsovie  | Pologne - Islande | 1-0   | Match amical             |
| 15 août 2001     | Reykjavik | Islande - Pologne | 1-1   | Match amical             |
| 7 octobre 2005   | Varsovie  | Pologne - Islande | 3-2   | Match amical             |
| 13 novembre 2015 | Varsovie  | Pologne - Islande | 4-2   | Match amical             |

Bilan
- Total de matchs disputés : 6
- Victoires de l'équipe de Pologne : 5
- Victoires de l'équipe d'Islande : 0
- Matchs nuls : 1

### Portugal
Confrontations entre l'équipe d'Islande de football et l'équipe du Portugal de football.
| Date            | Lieu                 | Match              | Score | Compétition              |
| 12 octobre 2010 | Reykjavik            | Islande - Portugal | 1-3   | Qualifications Euro 2012 |
| 7 octobre 2011  | Porto Portugal       | Portugal - Islande | 5-3   | Qualifications Euro 2012 |
| 14 juin 2016    | Saint-Étienne France | Islande - Portugal | 1-1   | Euro 2016                |

Bilan
- Total de matchs disputés : 3
- Victoires de l'équipe d'Islande : 0
- Victoires de l'équipe du Portugal : 2
- Matchs nuls : 1

## Q

### Qatar
Confrontations entre l'équipe du Qatar de football et l'équipe d'Islande de football :
| Date             | Lieu       | Match           | Score | Compétition  |
| 14 novembre 2017 | Doha Qatar | Qatar - Islande | 1-1   | Match amical |

Bilan
- Total de matchs disputés : 1

- Victoires de l'équipe d'Islande : 0
- Victoires de l'équipe du Qatar : 0
- Matchs nuls : 1

## R

### Russie
Confrontations entre l'équipe d'Islande de football et les équipes d'URSS et de Russie de football :
| Date              | Lieu       | Match          | Score | Compétition                                      |
| 3 septembre 1980  | Reykjavik  | Islande - URSS | 1-2   | Qualifications pour la Coupe du monde 1982       |
| 15 octobre 1980   | Moscou     | URSS - Islande | 5-0   | Qualifications pour la Coupe du monde 1982       |
| 24 septembre 1986 | Reykjavik  | Islande - URSS | 1-1   | Qualifications pour le Championnat d'Europe 1988 |
| 28 octobre 1987   | Simferopol | URSS - Islande | 2-0   | Qualifications pour le Championnat d'Europe 1988 |
| 31 août 1988      | Reykjavik  | Islande - URSS | 1-1   | Qualifications pour la Coupe du monde 1990       |
| 31 mai 1989       | Moscou     | URSS - Islande | 1-1   | Qualifications pour la Coupe du monde 1990       |

| Date            | Lieu      | Match            | Score | Compétition                                      |
| 14 octobre 1992 | Moscou    | Russie - Islande | 1-0   | Qualifications pour la Coupe du monde 1994       |
| 2 juin 1993     | Reykjavik | Islande - Russie | 1-1   | Qualifications pour la Coupe du monde 1994       |
| 9 février 1996  | Ħ'Attard  | Russie - Islande | 3-0   | Rothmans Tournament                              |
| 14 octobre 1998 | Reykjavik | Islande - Russie | 1-0   | Qualifications pour le Championnat d'Europe 2000 |
| 9 juin 1999     | Moscou    | Russie - Islande | 1-0   | Qualifications pour le Championnat d'Europe 2000 |
| 6 février 2013  | Malaga    | Russie - Islande | 2-0   | Match amical                                     |

Bilan
- Total de matchs disputés : 12
- Victoires de l'équipe d'Islande : 1
- Victoires des équipes d'URSS et de Russie : 8
- Matchs nuls : 4

Source
- (en) Russia matches, ratings and points exchanged

## S

### Slovaquie

#### Confrontations
Confrontations entre la Slovaquie et l'Islande en matchs officiels.
|   | Date             | Lieu      | Match               | Score | Compétition  |
| 1 | 29 avril 1997    | Trnava    | Slovaquie - Islande | 3-1   | Match amical |
| 2 | 7 février 1998   | Limassol  | Slovaquie - Islande | 2-1   | Match amical |
| 3 | 26 mars 2008     | Žilina    | Slovaquie - Islande | 1-2   | Match amical |
| 4 | 11 août 2009     | Reykjavik | Islande - Slovaquie | 1-1   | Match amical |
| 5 | 17 novembre 2015 | Žilina    | Slovaquie - Islande | 3-1   | Match amical |

#### Bilan
- Total de matchs disputés : 5
- Victoires de l'équipe d'Islande : 1
- Victoires de l'équipe de Slovaquie : 3
- Matchs nul : 1
- Total de buts marqués par l'équipe d'Islande : 6
- Total de buts marqués par l'équipe de Slovaquie : 10

### Slovénie

#### Confrontations
Confrontations entre la Slovénie et l'Islande en matchs officiels.
|   | Date           | Lieu      | Match              | Score | Compétition                                                                  |
| 1 | 7 février 1996 | Ħ'Attard  | Slovénie - Islande | 7-1   | Match amical                                                                 |
| 2 | 5 février 1998 | Limassol  | Slovénie - Islande | 3-2   | Match amical                                                                 |
| 3 | 22 mars 2013   | Ljubljana | Slovénie - Islande | 1-2   | Éliminatoires de la Coupe du monde de football 2014 : zone Europe (groupe E) |
| 4 | 7 juin 2013    | Reykjavik | Islande - Slovénie | 1-1   | Éliminatoires de la Coupe du monde de football 2014 : zone Europe (groupe E) |

#### Bilan
- Total de matchs disputés : 4
- Victoires de l'équipe d'Islande : 1
- Victoires de l'équipe de Slovénie : 3
- Matchs nul : 0
- Total de buts marqués par l'équipe d'Islande : 7
- Total de buts marqués par l'équipe de Slovénie : 15

### Suède

#### Confrontations
Confrontations entre la Suède et l'Islande en matchs officiels.
|    | Date             | Lieu      | Match           | Score | Compétition                                                               |
| 1  | 29 juin 1951     | Reykjavik | Islande - Suède | 4-3   | Match amical                                                              |
| 2  | 24 août 1954     | Kalmar    | Suède - Islande | 3-2   | Match amical                                                              |
| 3  | 11 juillet 1973  | Uddevalla | Suède - Islande | 1-0   | Match amical                                                              |
| 4  | 20 juillet 1977  | Reykjavik | Islande - Suède | 0-1   | Match amical                                                              |
| 5  | 17 juillet 1980  | Halmstad  | Suède - Islande | 1-1   | Match amical                                                              |
| 6  | 17 août 1983     | Reykjavik | Islande - Suède | 0-4   | Match amical                                                              |
| 7  | 7 septembre 1994 | Reykjavik | Islande - Suède | 0-1   | Éliminatoires du Championnat d'Europe de football 1996 (gr. 3)            |
| 8  | 1er juin 1995    | Solna     | Suède - Islande | 1-1   | Éliminatoires du Championnat d'Europe de football 1996 (gr. 3)            |
| 9  | 16 août 2000     | Reykjavik | Islande - Suède | 2-1   | Match amical                                                              |
| 10 | 13 octobre 2004  | Reykjavik | Islande - Suède | 1-4   | Éliminatoires de la Coupe du monde de football 2006 : zone Europe (gr. 8) |
| 11 | 12 octobre 2005  | Solna     | Suède - Islande | 3-1   | Éliminatoires de la Coupe du monde de football 2006 : zone Europe (gr. 8) |
| 12 | 11 octobre 2006  | Reykjavik | Islande - Suède | 1-2   | Qualification pour le Championnat d'Europe 2008 (groupe F)                |
| 13 | 6 juin 2007      | Solna     | Suède - Islande | 5-0   | Qualification pour le Championnat d'Europe 2008 (groupe F)                |
| 14 | 30 mai 2012      | Göteborg  | Suède - Islande | 3-2   | Match amical                                                              |
| 15 | 21 janvier 2014  | Abou Dabi | Suède - Islande | 2-0   | Match amical                                                              |

#### Bilan
- Total de matchs disputés : 15
- Victoires de l'équipe d'Islande : 2
- Victoires de l'équipe de Suède : 11
- Matchs nul : 2
- Total de buts marqués par l'équipe d'Islande : 15
- Total de buts marqués par l'équipe de Suède : 35

### Suisse
Confrontations entre l'équipe d'Islande de football et l'équipe de Suisse de football : 
| Date             | Lieu      | Match            | Score | Compétition                                                                  |
| 22 mai 1979      | Berne     | Suisse - Islande | 2-0   | Qualifications pour l'Euro 1980                                              |
| 9 juin 1979      | Reykjavik | Islande - Suisse | 1-2   | Qualifications pour l'Euro 1980                                              |
| 16 novembre 1994 | Lausanne  | Suisse - Islande | 1-0   | Qualifications pour l'Euro 1996                                              |
| 16 août 1995     | Reykjavik | Islande - Suisse | 0-2   | Qualifications pour l'Euro 1996                                              |
| 16 octobre 2012  | Reykjavik | Islande - Suisse | 0-2   | Éliminatoires de la Coupe du monde de football 2014 : zone Europe (groupe E) |
| 6 septembre 2013 | Berne     | Suisse - Islande | 4-4   | Éliminatoires de la Coupe du monde de football 2014 : zone Europe (groupe E) |

Bilan
- Total de matchs disputés : 6
- Victoires de l'équipe de Suisse : 5
- Victoires de l'équipe d'Islande : 0
- Match nul : 1

## T

### Tchécoslovaquie et Tchéquie

#### Confrontations
Confrontations entre la Tchécoslovaquie puis la Tchéquie et l'Islande en matchs officiels.
|    | Date               | Lieu               | Match                     | Score | Compétition                                                               |
| 1  | 27 mai 1981        | Bratislava         | Tchécoslovaquie - Islande | 6-1   | Éliminatoires de la Coupe du monde de football 1982 (zone Europe, gr. 3)  |
| 2  | 23 septembre 1981  | Reykjavik          | Islande - Tchécoslovaquie | 1-1   | Éliminatoires de la Coupe du monde de football 1982 (zone Europe, gr. 3)  |
| 3  | 29 mai 1986        | Reykjavik          | Islande - Tchécoslovaquie | 1-2   | Match amical                                                              |
| 4  | 26 septembre 1990  | Prague             | Tchécoslovaquie - Islande | 1-0   | Qualification pour le Championnat d'Europe 1992 (groupe 1)                |
| 5  | 5 juin 1991        | Reykjavik          | Islande - Tchécoslovaquie | 0-1   | Qualification pour le Championnat d'Europe 1992 (groupe 1)                |
| 6  | 4 septembre 1996   | Jablonec nad Nisou | Tchéquie - Islande        | 2-1   | Match amical                                                              |
| 7  | 7 octobre 2000     | Teplice            | Tchéquie - Islande        | 4-0   | Éliminatoires de la Coupe du monde de football 2002 : zone Europe (gr. 3) |
| 8  | 1er septembre 2001 | Reykjavik          | Islande - Tchéquie        | 3-1   | Éliminatoires de la Coupe du monde de football 2002 : zone Europe (gr. 3) |
| 9  | 16 novembre 2014   | Plzeň              | Tchéquie - Islande        | 2-1   | Éliminatoires du Championnat d'Europe de football 2016, groupe A          |
| 10 | 12 juin 2015       | Reykjavik          | Islande - Tchéquie        | 2-1   | Éliminatoires du Championnat d'Europe de football 2016, groupe A          |
| 11 | 8 novembre 2017    | Doha               | Tchéquie - Islande        | 2-1   | Match amical                                                              |

#### Bilan
- Total de matchs disputés : 11
- Victoires de l'équipe d'Islande : 2
- Victoires de l'équipe de Tchécoslovaquie puis de Tchéquie : 8
- Matchs nul : 1
- Total de buts marqués par l'équipe d'Islande : 11
- Total de buts marqués par l'équipe de Tchécoslovaquie puis de Tchéquie : 23

### Trinité-et-Tobago

#### Confrontations
Confrontations entre Trinité-et-Tobago et l'Islande en matchs officiels :
|   | Date            | Lieu    | Match                       | Score | Compétition  |
| 1 | 28 février 2006 | Londres | Islande - Trinité-et-Tobago | 0-2   | Match amical |

#### Bilan
| Rang | Équipe            | Pts | J | G | N | P | Bp | Bc | Diff |
| ---- | ----------------- | --- | - | - | - | - | -- | -- | ---- |
| 1    | Trinité-et-Tobago | 3   | 1 | 1 | 0 | 0 | 2  | 0  | +2   |
| 2    | Islande           | 0   | 1 | 0 | 0 | 1 | 0  | 2  | -2   |

### Tunisie

#### Confrontations
Confrontations entre la Tunisie et l'Islande en matchs officiels :
|   | Date            | Lieu           | Match             | Score | Compétition  |
| 1 | 17 octobre 1993 | Tunis, Tunisie | Tunisie - Islande | 3-1   | Match amical |

#### Bilan
| Rang | Équipe  | Pts | J | G | N | P | Bp | Bc | Diff |
| ---- | ------- | --- | - | - | - | - | -- | -- | ---- |
| 1    | Tunisie | 3   | 1 | 1 | 0 | 0 | 3  | 1  | +2   |
| 2    | Islande | 0   | 1 | 0 | 0 | 1 | 1  | 3  | -2   |

### Turquie

#### Confrontations
Confrontations entre la Turquie et l'Islande en matchs officiels.
|    | Date              | Lieu      | Match             | Score | Compétition                                                              |
| 1  | 24 septembre 1980 | Izmir     | Turquie - Islande | 1-3   | Éliminatoires de la Coupe du monde de football 1982 (zone Europe, gr. 3) |
| 2  | 9 septembre 1981  | Reykjavik | Islande - Turquie | 2-0   | Éliminatoires de la Coupe du monde de football 1982 (zone Europe, gr. 3) |
| 3  | 12 octobre 1988   | Istanbul  | Turquie - Islande | 1-1   | Qualification pour la Coupe du monde 1990 (groupe 3)                     |
| 4  | 20 septembre 1989 | Reykjavik | Islande - Turquie | 2-1   | Qualification pour la Coupe du monde 1990 (groupe 3)                     |
| 5  | 17 juillet 1991   | Reykjavik | Islande - Turquie | 5-1   | Match amical                                                             |
| 6  | 12 octobre 1994   | Istanbul  | Turquie - Islande | 5-0   | Éliminatoires du Championnat d'Europe de football 1996 (gr. 3)           |
| 7  | 11 octobre 1995   | Reykjavik | Islande - Turquie | 0-0   | Éliminatoires du Championnat d'Europe de football 1996 (gr. 3)           |
| 8  | 9 septembre 2014  | Reykjavik | Islande - Turquie | 3-0   | Éliminatoires du Championnat d'Europe de football 2016, groupe A         |
| 9  | 13 octobre 2015   | Konya     | Turquie - Islande | 1-0   | Éliminatoires du Championnat d'Europe de football 2016, groupe A         |
| 10 | 9 octobre 2016    | Reykjavik | Islande - Turquie | 2-0   | Qualification pour la Coupe du monde 2018 (groupe I)                     |
| 11 | 6 octobre 2017    | Istanbul  | Turquie - Islande | 0-3   | Qualification pour la Coupe du monde 2018 (groupe I)                     |

#### Bilan
- Total de matchs disputés : 11
- Victoires de l'équipe d'Islande : 7
- Victoires de l'équipe de Turquie : 2
- Matchs nul : 2
- Total de buts marqués par l'équipe d'Islande : 24
- Total de buts marqués par l'équipe de Turquie : 10

### Ukraine

#### Confrontations
Confrontations entre l'Ukraine et l'Islande en matchs officiels :
|   | Date             | Lieu      | Match             | Score | Compétition                                                |
| 1 | 31 mars 1999     | Kiev      | Ukraine - Islande | 1-1   | Qualification pour le Championnat d'Europe 2000 (groupe 4) |
| 2 | 8 septembre 1999 | Reykjavik | Islande - Ukraine | 0-1   | Qualification pour le Championnat d'Europe 2000 (groupe 4) |
| 3 | 5 septembre 2016 | Kiev      | Ukraine - Islande | 1-1   | Qualification pour la Coupe du monde 2018 (groupe I)       |
| 4 | 5 septembre 2017 | Reykjavik | Islande - Ukraine | 2-0   | Qualification pour la Coupe du monde 2018 (groupe I)       |

#### Bilan
| Rang | Équipe  | Pts | J | G | N | P | Bp | Bc | Diff |
| ---- | ------- | --- | - | - | - | - | -- | -- | ---- |
| 1    | Islande | 5   | 4 | 1 | 2 | 1 | 4  | 3  | +1   |
| 2    | Ukraine | 5   | 4 | 1 | 2 | 1 | 3  | 4  | -1   |